# Les Brown
Les Brown, Sr., född 14 mars 1912, död 24 januari 2001, var en amerikansk bandledare, som ledde sitt Band of Renown. Bandet leds numera av hans son Les Brown, Jr.. Les Brown, Sr. ligger begravd i Westwood Village Memorial Park i Los Angeles, Kalifornien, USA.